# Fritz Luz
Fritz Luz (* 27. Februar 1905 in Eppingen; † 5. Februar 1987 ebenda; als Friedrich Luz im Standesamt eingetragen) war von 1926 bis 1971 (mit Unterbrechungen) Geschäftsführer und Redakteur der Eppinger Zeitung.

## Familie und Ausbildung
Fritz Luz wurde als Sohn des Buchdruckereibesitzers Heinrich Luz in Eppingen geboren. Nach dem Besuch der Volksschule und der Realschule in Eppingen machte er von 1920 bis 1924 im väterlichen Betrieb eine Ausbildung als Buchdrucker. Als sein Vater 1926 starb, wurde er im Betrieb, der nun seiner Mutter gehörte, Geschäftsführer und Schriftleiter der Druckerei und der Eppinger Zeitung. Am 27. August 1932 heiratete Fritz Luz Wilma geborene Kühn.

## Zeit des Nationalsozialismus
Die Eppinger Zeitung konnte nach 1933 weiter erscheinen, und zu Anfang des Zweiten Weltkriegs wurde Fritz Luz als unabkömmlich vom Wehrdienst freigestellt. Zum 6. Februar 1942 wurde er schließlich zur Wehrmacht eingezogen, wo er bis zum Kriegsende als Soldat diente.
Fritz Luz trat im November 1933 der SS bei, um das „Geschäft lebensfähig und damit seinen Bestand der Familie als deren Existenzgrundlage zu erhalten“ (Niederschrift vom 5. Mai 1947). 1941 wurde er dort zum SS-Oberscharführer befördert. Zum 1. Mai 1933 war er der NSDAP beigetreten (Mitgliedsnummer 3.461.780).

## Entnazifizierung
Die unvollständige Akte der Spruchkammer Sinsheim beinhaltet nicht mehr das Urteil dieses Spruchkammerverfahrens, das im Mai 1947 laut Akte noch nicht abgeschlossen war. Fritz Luz konnte 1949 die Neue Eppinger Zeitung gründen, die er am 1. Januar 1954 in Eppinger Zeitung umbenannte. Bis zum 31. Dezember 1971 war er deren Verleger.

## Werke
Neben seinen unzähligen Artikeln in der Eppinger Zeitung veröffentlichte er einige Aufsätze zur Geschichte Eppingens in der Reihe Rund um den Ottilienberg. Beiträge zur Geschichte der Stadt Eppingen und Umgebung der Heimatfreunde Eppingen.